# Pulvinaria carieri
Pulvinaria carieri är en insektsart som beskrevs av Grandpre och Charmoy 1899. Pulvinaria carieri ingår i släktet Pulvinaria och familjen skålsköldlöss.
Artens utbredningsområde är Mauritius. Inga underarter finns listade i Catalogue of Life.